# Läsande kvinna
Läsande kvinna (franska: La Liseuse) är en oljemålning av den franske konstnären Henri Matisse. Den signerad och daterad "Henri Matisse -95" i det nedre högra hörnet. 
Läsande kvinna föreställer en sittande kvinna som läser en bok i hemmiljö och är en tidig Matisse-målning då hans konst fortfarande utmärktes av realism och jordfärger med influenser från Camille Corot. Det antas att Caroline Joblaud var modell, kvinnan som Matisse levde med vid tiden och som födde honom dottern Marguerite 1894. Han började arbeta med målningen sommaren 1895 och den slutfördes i Paris i slutet av året. Den ingick i en grupp om fem målningar som han ställde ut på en salong anordnad av Société Nationale des Beaux-Arts(en) i juni 1896. Där inköptes den av franska staten. Berthe Faure, hustru till president Félix Faure, uppskattade tavlan och beslöt att den skulle hänga på deras sommarresidens Château de Rambouillet där den blev kvar till 1961. Målningen ingår i Centre Georges Pompidous samlingar och är sedan 2002 deponerad på Musée départemental Matisse(en) som är beläget i konstnärens födelsestad Le Cateau-Cambrésis.
Under en vistelse på Korsika 1898 målade Matisse samma motiv, en läsande kvinna, men i impressionistisk stil med ljus palett, kraftiga penseldrag och otydliga konturer. Den gången var modellen Amélie Noellie Matisse-Parayre som han hade gift sig med samma år. Tavlan benämns Läsande kvinna i lila klänning (Liseuse en robe violette) och är utställd på Musée des Beaux-Arts de Reims(en).